# Rue Joseph-Chailley
La rue Joseph-Chailley est une voie située dans le quartier de Bel-Air du 12e arrondissement de Paris.

## Situation et accès
L'avenue Joseph-Chailley est accessible à proximité par la ligne de métro 8 aux stations Porte Dorée et Porte de Charenton, par la ligne 3a du tramway aux arrêts Porte Dorée et Porte de Charenton.

## Origine du nom

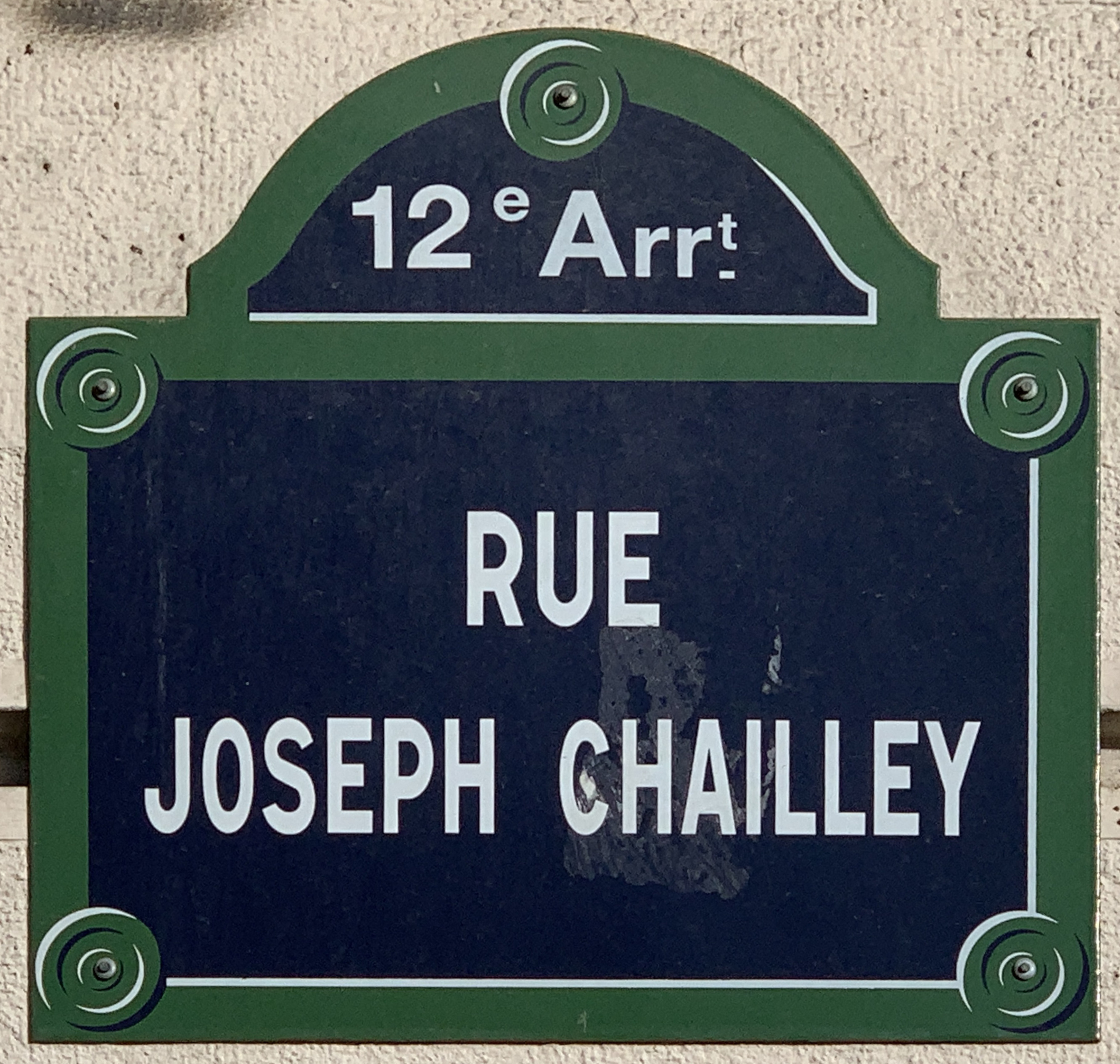
Plaque de la rue.

Elle porte le nom de l'économiste et homme politique français Joseph Chailley (1854-1928), qui fut notamment chargé des affaires coloniales.

## Historique
Cette voie a été ouverte en 1932 sur l'emplacement du bastion no 5 de l'enceinte de Thiers, sur l'espace de La Zone, et prend son nom actuel par arrêté 12 janvier 1935.

## Bâtiments remarquables et lieux de mémoire
- Accès au bois de Vincennes et à la pelouse de Reuilly.
- Au no 5 commence le square Louis-Gentil, voie privée.